# شرقاط
الشرقاط (به عربی: الشرقاط) یک منطقهٔ مسکونی در عراق است که در استان صلاح‌الدین واقع شده‌است.